# أوتو ليمان فون ساندرز
أوتو ليمان فون ساندرز (بالألمانية: Otto Liman von Sanders)‏ كان جنرالًا ألمانيًا، خدم كمستشار وقائد عسكري للدولة العثمانية.

## روابط خارجية
- أوتو ليمان فون ساندرز على موقع الموسوعة البريطانية (الإنجليزية)